# Генрі Ернест Аткінс
Генрі Ернест Аткінс (англ. Henry Ernest Atkins; 20 серпня 1872, Лестер — 31 січня 1955, Гаддерсфілд) — англійський шахіст; міжнародний майстер (1950). Шахи трактував як хобі, працював учителем математики, пізніше — директором школи. Йому належить рекорд — 9 титулів чемпіона Великої Британії із шахів (між 1905 і 1925).
Першого успіху досягнув на побічному турнірі в Гастінгсі (1895) — 2-3-е місця (за Ґезою Мароці). 1899 року на турнірі в Амстердамі — 1-е місце (15 очок з 15). В 1902  на турнірі в Ганновері — 3-є місце (за Давидом Яновським і Гаррі Пільсбері); 9-разовий чемпіон Великої Британії (1905 — 1911, 1924, 1925); учасник низки матчів Велика Британія — США по телеграфу (1896 — 1911). 1912 року виграв матч проти Фредеріка Єйтса — 3:0. Під час Першої світової й аж до 1922 року не виступав у турнірах. Результат на міжнародному турнірі в Лондоні (10-е місце серед 16 гравців), куди він погодився приїхати 1922 року, показав, що 50-річний англієць надалі знаходиться в топ-30 шахістів планети (за оцінкою Chessmetrics). На тому турнірі партії йому програли такі лідери світових шахів як Акіба Рубінштейн і Ксавери Тартаковер.
У складі команди Великої Британії учасник Олімпіад 1927 і 1935 років. 
|                  | У Аткінса були всі дані для того, щоб стати гросмейстером, а можливо й чемпіоном світу... |
| — Емануїл Ласкер |                                                                                           |